# Daniel Burke
Daniel Burke (Albany, 4 de fevereiro de 1929 - Rye, 26 de outubro de 2011) foi um empresário estadunidense. Ele trabalhou durante a maior parte de sua carreira ao lado de Thomas S. Murphy, e juntos construíram a Capital Cities através de uma série de aquisições e orquestraram a fusão com a ABC em 1986, em uma das aquisições corporativas mais ousadas da década de 1980.

## Biografia
Daniel Barnett Burke nasceu em Albany em 4 de fevereiro de 1929, filho de James e Mary Barnett Burke. Seu pai era um vendedor de seguros. Ele cresceu em Slingerlands,  uma aldeia na cidade de Belém, no Condado de Albany, Nova York. Ele se formou na Universidade de Vermont em 1950, serviu como tenente de infantaria na Guerra da Coréia em 1951 e 1952, e recebeu um MBA de Harvard em 1955.